# Budak
Budak est un village de la municipalité de Stankovci (Comitat de Zadar) en Croatie. Au recensement de 2011, le village comptait 402 habitants.